# Нимрод (скульптура)
«Нимро́д» — каменная статуя, созданная израильским скульптором Ицхаком Данцигером в 1939 году. Статуя Нимрода, вырезанная из нубийского песчаника, считается одним из важнейших произведений в истории израильского искусства, а также ярчайшим примером творчества представителей «ханаанейского движения».

## Описание
Статуя, высотой 95 см и шириной 33 см, выполнена из песчаника красного оттенка. Название скульптуры связано с именем героя Пятикнижия, аггадических преданий и легенд Ближнего Востока, воителя-охотника и царя (эпонима города Нимруда)
— Нимрода: «Хуш родил также Нимрода … Он был сильный зверолов пред Господом». В еврейской культуре Нимрод олицетворяет образ охотника — ханаанетянина, эротичного и мятежного (имя Нимрод происходит от др.-евр. — «נִמְרוֹד»‬, рус.  — «восстанем»), в котором воплощено противостояние Богу и Аврааму.
По замыслу скульптора Нимрод изображён обнажённым. Он не обрезан, его выпученные глаза лишены зрачков, его нос плоский, как у африканских статуй. У него стройное тело, и на плече сидит охотничий сокол. На бедре Нимрода вырезан фрагмент перевёрнутого изображения птицы. За спиной он держит своего рода меч, но способ охвата меча рукой необычен.
Дизайн скульптуры указывает на влияние древнеегипетского направления изобразительного искусства. Этот эффект, акцентированный изображением сокола на плече Нимрода, связан с иконографией скульптур фараонов, особенно с изображением Гора, которое воспринималось древними египтянами как символ наделения властью.
Очевидно также влияние ассирийского, вавилонского и древнегреческого направлений изобразительного искусства. Израильский искусствовед Смадар Тирош охарактеризовала статую Нимрода, как скульптурное произведение, сочетающее восточное и западное направления: «В торсе западного типа воплощены элементы индийской скульптуры: красноватый оттенок камня, а также, и особенно, эротичное изображение гибкого тела стройного юноши».

## История скульптуры
В первой версии скульптура Нимрода предназначалась для барельефной стены Еврейского университета в Иерусалиме. Натурщиком для статуи Данцигер выбрал своего младшего брата. В центральной части композиции барельефной стены здания, построенного по проекту Рихарда Кауфмана, должно было находиться скульптурное изображение Нимрода-охотника. Тем не менее, приказ о создании барельефа в тот период был отменён из-за объявления изображения библейского Нимрода провокационным (непристойным).
По свидетельству Данцигера, его приятель, один из университетских руководителей, археолог Елиэзер Липа Сукеник, просил не включать фигуру Нимрода в композицию барельефа. «Сегодня аргументом того, что так трудно найти древние еврейские ценности», — вспоминает Данцигер слова Сукеника, — «является всё эллинистическое, византийское, римское. Я дам тебе ответ: евреи были такими же, как ты. Они всегда спрашивали: почему?» Сукеник не простил Данцигера и помирился с ним только спустя несколько лет в лондонском Британском музее на археологической выставке, посвящённой Эрец-Исраэль.
Экспрессионистский характер будущей скульптуры проявился в подготовительных рабочих эскизах.
Данцигер создал скульптуру из красного нубийского песчаника, привезённого арабами, работавшими на «Заводах Мёртвого моря», из набатейского города Петра (Иордания). Рабочие привезли камень, который обычно использовался в качестве жёрнова, но Данцигер изменил его предназначение. Книга «История искусства в Израиле» утверждает, что статуя была создана в память о «первом камне» Данцигера. Изваяния из него были разрушены религиозным фанатиком во дворе больницы «Данцигер», где одно время размещалась студия скульптора. В дополнение к «Нимроду» привезённый камень стал материалом для создания скульптуры «Шабазия».
Впервые статуя была выставлена на «Групповой выставке художников Эрец-Исраэль», организованной в театре «Габима» в Тель-Авиве в начале 40-х годов 20-го века. Скульптуру и её создателя много критиковали, и, по словам Данцигера, тогда как одни критики сравнивали «Нимрода» с идолом, другие видели в этом скульптурном образе представителя новой еврейской нации.
Высокую оценку оригинальности и инновационности работы дал друг семьи Данцигера Хаим Гамзу. В статье, опубликованной в газете Хаарец, он писал: «Кажется, что форма камня обуславливает фигуру с плоской грудью. Трудно представить Нимрода-охотника, человека полей и лесов, чахоточным. Тем не менее, изначальное выражение и общий внешний вид являются свидетельством таланта художника».
Статуя Нимрода, выставленная в витрине галереи «Израиль» на улице Бен-Иегуда в Тель-Авиве, пользовалась огромным успехом у молодого поколения. Ева Магнес, старшая сестра Данцигера, рассказывая о популярности статуи среди молодых людей, приводила пример поведения молодых женщин, которые «приставляли свои губы к стеклу, словно целуя скульптуру».
На протяжении многих лет статуя сохраняет канонический статус в израильском искусстве. В 1965 году газета «Утро» писала: «Нимрод — не только статуя. Скульптурный образ выражает сочетание творчества, смелости и протеста в менталитете молодёжи. „Нимрод“, при всём архаичном воздержании, — это также характер, мятеж и дерзость целого поколения молодых.».
В восьмидесятых — девяностых годах двадцатого века комментарии вокруг загадочной фигуры Нимрода сводились к попыткам связать «тему Нимрода» с еврейским национализмом. Адам Барух писал в газете «Маарив»: «Как может быть „Нимрод“, статуя Ицхака Данцигера, связан с израильским модернизмом, разве „Нимрод“ не является изображением идолопоклонническим, эротическим, примитивным, локальным и фантастическим, в то время, как это международная интеграция гуманистической этики в минуту эстетики? Почему локальный модернизм взял на себя именно „Нимрод“? Это одна из загадок (противоречий) в израильском искусстве.»
Сара Брейтберг-Сэмель также выделяла «еврейство над еврейством» вплоть до отождествления себя с противоположным
В статье «Агриппас против Нимрода» (1988) Брейтберг-Сэмель исследовала каноническую концепцию искусствоведения по отношению к скульптуре Данцигера, которая представлялась ей эксклюзивным выражением национализма. В качестве альтернативы предлагалась более достойная и заслуживающая еврейского доверия картина художника Арье Ароха «Улица Агриппас».
Канонический статус статуи Нимрода не воспринимался однозначно. Во-первых, в различных публикациях подчёркивался тот факт, что каменная статуя создана из «нубийского» камня. Кроме того, экспозиция статуи в Музее Израиля, который приобрёл её в начале восьмидесятых годов, почти целое десятилетие осуществлялась на пьедестале, что создавало эффект мистификации.
В 1991 году скульптура была представлена в Музее Израиля на выставке под названием «Извилистые дороги», организованной под руководством Сарит Шапиро. Статую установили на уровне пола, на деревянном настиле. «Нимрод» вновь обрёл характер обычного охотника и образ земного человека.
В 2010 году при открытии недавно отремонтированного кампуса Музея Израиля, скульптуру разместили в центре зала постоянной экспозиции израильского искусства.

## Копии скульптуры
В 1981 году подлинную статую, изваянную из камня, Музей Израиля приобрёл у Сони Данцигер, вдовы скульптора.
При жизни Данцигер сделал восемь литых бронзовых копий, используя авторский литейный шаблон, с целью сохранить копии для своей семьи.
Девятая копия, поддельная, была продана на аукционе «Сотбис» в октябре 2001 года. Её создатели — мастера одного из литейных заводов, где по лицензии изготавливали копии известных скульптурных работ. Копия была приобретена за 22 тысячи долларов Арнольдом Друком, который впоследствии выставил её на аукционных торгах. Благодаря вмешательству Сони Данцигер копию сняли с аукциона, а затем ликвидировали по постановлению суда.
В июне 2005 года с согласия семьи скульптора одна из восьми копий «Нимрода» была продана. В 2009 году при посредничестве «Галереи Голконда» ещё одна бронзовая копия обрела своего покупателя, который заплатил за неё ₪840 000.

## Тема «Нимрода» в израильском искусстве
В девяностые годы начался процесс пересмотра значения «Нимрода». В 1989 году для Фестиваля Израиля Эльдад Зив создал плакат под названием «Нимрод гей», в котором размещена фотография статуи Нимрода розового цвета. Кроме того, Зив написал пьесу для «Театра Камери», содержание которой рассказывает о скульптуре «Нимрод» и о представителях «ханаанейского движения».
Ещё одной попыткой пересмотра темы и значения скульптуры «Нимрод» стала групповая выставка, открывшаяся в марте 1996 года в Музее Израиля, которая показала влияние этой скульптуры на израильское искусство. Выставка продемонстрировала работы Йехиэля Шеми, Шалома Сабы и Шошаны Хейман, в процессе своего творчества создававших произведения, тематически связанные с «Нимродом».
И, наконец, в первом десятилетии 21-го века появилась фоторабота Ади Неса, на которой изображён восточный юноша с чучелом птицы на плече. С подачи израильских искусствоведов фотография получила название «Нимрод».
В работе художницы Эфрат Гальнор — «Нимрод глазами зрителя» (2002), образ «Нимрода» представлен в свете критики канонического статуса, в сочетании поп-арта с искусством «школы Бецалель».
В 2004 году Дрора Домини разместила в галерее «Гивон» серию своих работ, выполненных из металлических листов, где Нимрод представлен как чучело и как юноша с сексуальными проблемами.
В 2007 году художница Ора Реувен представила произведение масляной живописи под названием "Нимрод и: ". Это автопортрет обнажённой художницы, немолодой женщины с полным и дряблым телом (в противоположность хрупкой фигуре Нимрода).
Картина Оры Реувен, на которой изображена автор, стоящая в феминистской позе напротив Нимрода, вызывает ощущение контраста между физическим старением, вызванным течением времени, и иллюзорно-мифической мужественностью.
В октябре 2011 года в иерусалимском Доме художника открылась выставка «Новые Нимроды», курируемая Гидоном Эфратом. Целью выставки стало исследование использования прямых и косвенных изображений статуи «Нимрод» в израильском искусстве, начиная с 50-х годов 20-го века по настоящее время.

### Галерея

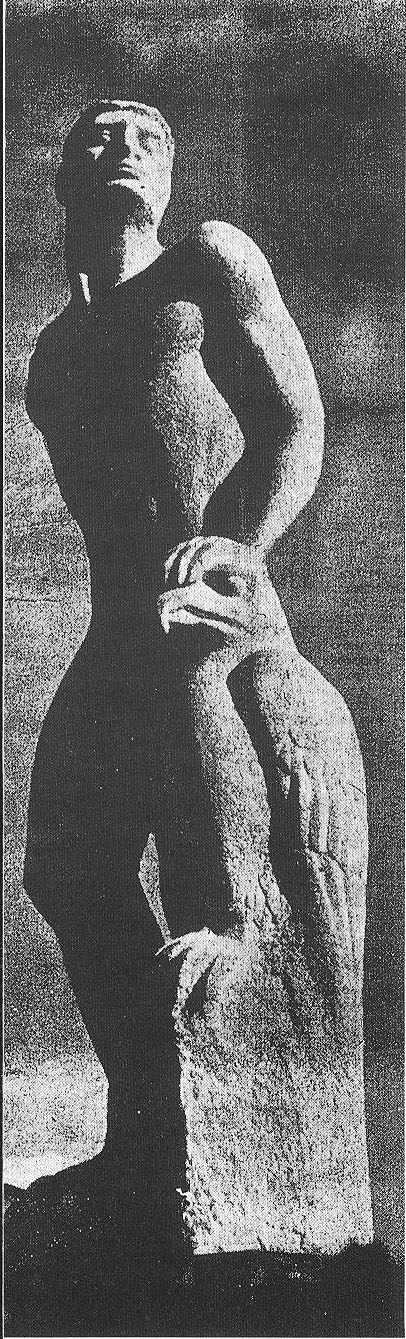
Йехиэль Шеми. «Человек в Араве»
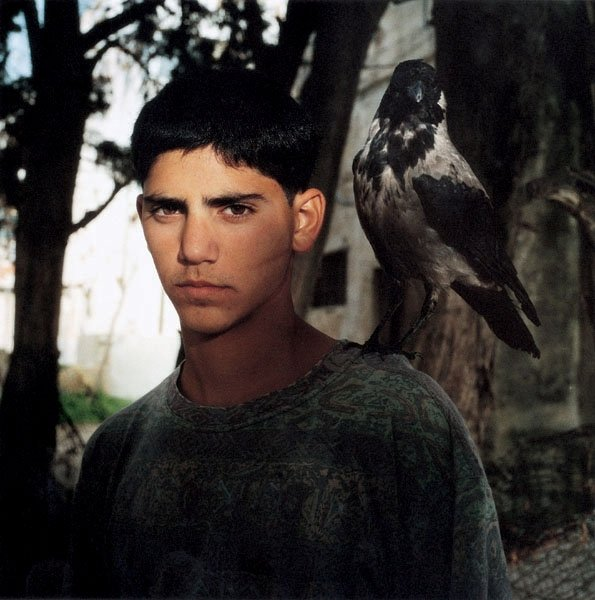
Ади Нес. «Без названия» (2000)